# Chiesa dell'Annunciazione di Maria Vergine (Langhirano)
La chiesa dell'Annunciazione di Maria Vergine è un luogo di culto cattolico dalle forme barocche e neobarocche, situato in via Mazzini a Langhirano, in provincia e diocesi di Parma; è sede di una parrocchia compresa nella zona pastorale della Pedemontana.

## Storia
L'oratorio originario, dipendente dalla chiesa parrocchiale di San Michele Arcangelo della vicina Mattaleto, fu edificato in stile barocco probabilmente tra il 1578 e il 1579.
Tra il 1908 e il 1913 fu costruita la nuova facciata neobarocca, su progetto dell'architetto Lamberto Cusani; il prospetto fu decorato nella parte centrale con alcune opere scultoree liberty, realizzate da Ettore Ximenes.
Il 1º ottobre del 1944 la chiesa fu eretta a parrocchia; in tale occasione l'edificio fu modificato internamente e ampliato allungando la navata verso il presbiterio absidato, che fu ricostruito più a ovest; i lavori furono completati nel 1948.
Nel 1986 il luogo di culto fu rinforzato nelle coperture, sia all'inizio della navata sia nell'abside; furono inoltre restaurate le decorazioni interne, il pavimento e il portale d'ingresso.
Il 23 dicembre del 2008 un terremoto causò alcuni danni all'edificio; per questo nel 2013 furono avviati i lavori di restauro, di risistemazione del tetto e di consolidamento strutturale, che interessarono in particolare le coperture, le volte, le murature e la facciata.

## Descrizione

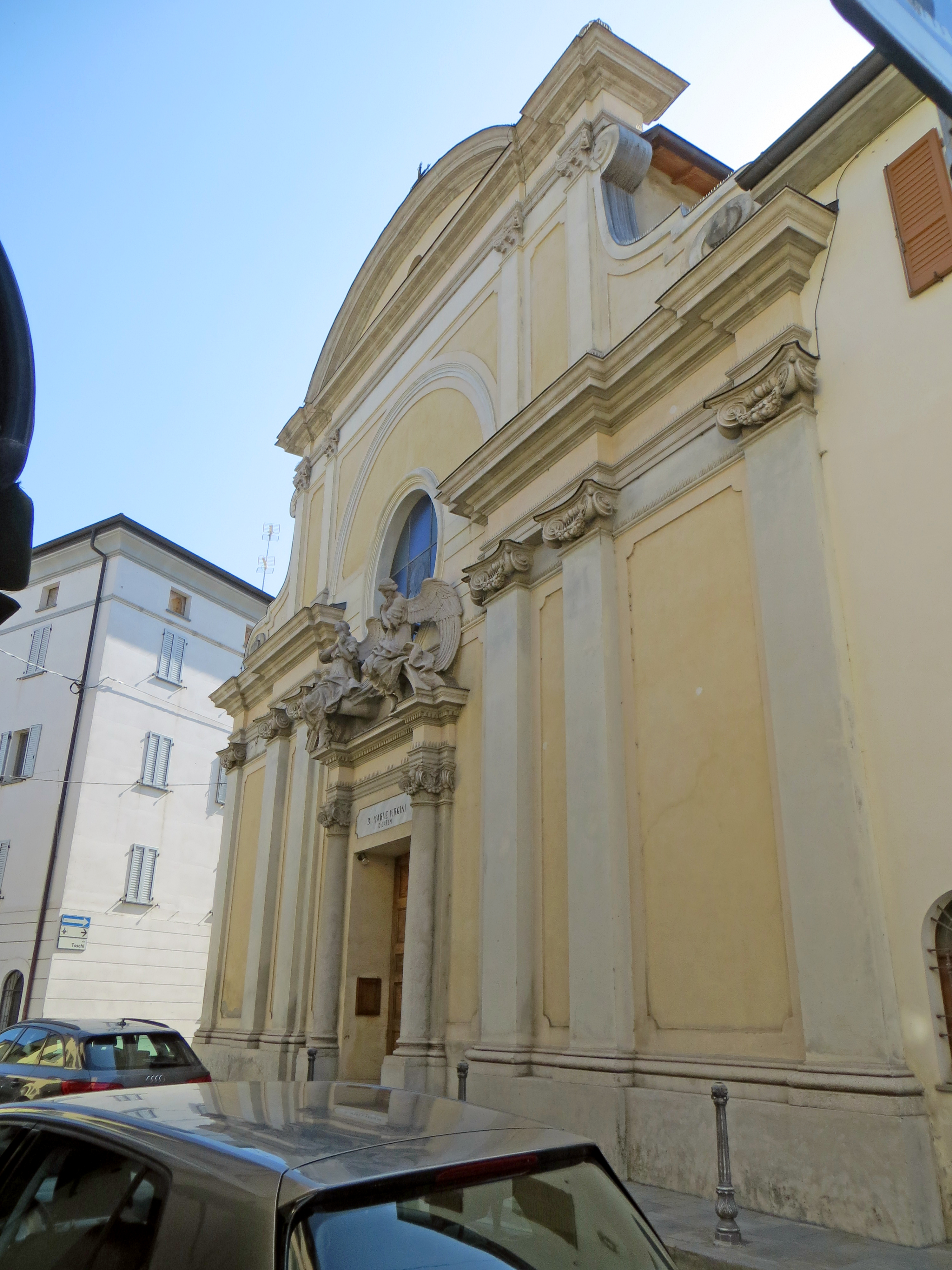
Facciata

La chiesa si sviluppa su un impianto a navata unica affiancata da due cappelle per lato, con presbiterio absidato rivolto a ovest.
La simmetrica facciata, interamente intonacata, è suddivisa orizzontalmente da un cornicione spezzato al centro. Inferiormente si elevano sei lesene coronate da capitelli ionici; nel mezzo è collocato l'ampio portale d'ingresso, affiancato da due colonne, in cemento e granulati misti, con capitelli corinzi, a sostegno della trabeazione; su quest'ultima si imposta un accenno di frontone circolare spezzato, su cui si innalzano due grandi statue di angeli, realizzate dallo Ximenes in stile liberty, piuttosto raro nella zona; le due opere scultoree nascondono scenograficamente parte dell'ampio finestrone circolare centrale, inquadrato da un arco a tutto sesto in rilievo che si sviluppa a partire dal cornicione spezzato. Superiormente si elevano quattro lesene coronate da capitelli corinzi, mentre alle estremità due ampie volute raccordano l'alta navata con le più basse cappelle laterali. In sommità si allunga la trabeazione, su cui si staglia nel mezzo un ampio frontone circolare, al cui centro si apre un piccolo rosone; alle estremità sono invece collocati due vasi.
All'interno la navata, coperta da volta a botte lunettata decorata, è affiancata da una serie di lesene con capitelli compositi, a sostegno del cornicione perimetrale; attraverso ampie arcate a tutto sesto si affacciano le cappelle laterali.
Il presbiterio absidato, coperto da semi-cupola affrescata, è circondato da una serie di semicolonne d'ordine composito; vi si aprono sul fianco sud il coro e su quello nord l'ampia cappella feriale.
L'interno conserva alcune opere di pregio, tra cui vari dipinti risalenti al XVII e al XVIII secolo, arredi settecenteschi e una più recente statua raffigurante la Madonna del Canale.